# Joan Baptista Benlloch i Vivó
Joan Baptista Benlloch i Vivó (ur. 29 grudnia 1864 w Walencji, zm. 14 lutego 1926 w Madrycie) – hiszpański duchowny katolicki, biskup Seo de Urgel i zarazem współksiążę episkopalny Andory w latach 1907-1919, kardynał, arcybiskup Burgos.

## Życiorys
Joan Baptista Benlloch i Vivó ukończył na uczelni w Walencji teologię katolicką oraz prawo kanoniczne. 25 lutego 1888 przyjął sakrament święceń kapłańskich i następnie pracował jako docent w seminarium duchownym w Walencji. Od 1893 do 1898 był proboszczem jednej z parafii.
Benlloch był profesorem i wikariuszem generalnym w latach 1899-1901 w diecezji Segowia. W 1901 papież Leon XIII mianował go biskupem tytularnym Hermopolis Maior oraz administratorem apostolskim w Solsonie. Papież Pius X powierzył mu w 1906 roku kierowanie diecezją Seo de Urgel. Benlloch napisał podczas kierowania diecezją hymn narodowy Andory. Papież Benedykt XV podniósł go w 1919 roku do rangi arcybiskupa Burgos, później powołał 7 marca 1921 na kardynała prezbitera w kolegium kardynalskim, z kościołem tytularnym Santa Maria w Ara Coeli.
Joan Baptista Benlloch i Vivó brał udział w konklawe roku 1922. Od września 1923 do stycznia 1924 objechał jako poseł specjalny Amerykę Łacińską. Umarł 14 lutego 1926 w Madrycie i został pochowany w katedrze Świętej Marii w Burgos.